# Odo patricius
Odo patricius är en spindelart som beskrevs av Simon 1900. Odo patricius ingår i släktet Odo och familjen taggfotsspindlar. Inga underarter finns listade i Catalogue of Life.